# Вулиця Бєлоусова (Мелітополь)
Вулиця Бєлоусова — вулиця на півдні Мелітополя в історичному районі Піщане. Починається від проїзду з проспекту Богдана Хмельницького, перетинається з провулками Михайла Оратовського та Бєлякова і закінчується, виходячи до та провулка Бєлоусова та старого кладовища.
Складається із приватного сектора.

## Назва
Вулиця названа на честь Михайла Прокофійовича Бєлоусова (1904—1946) — керівника Арктичного флота СРСР (1940—1946).

## Історія
У документах вулиця Бєлоусова вперше згадується 20 грудня 1946 року — за півроку після смерті Бєлоусова.